# Honda NT 650
Die NT 650 Hawk GT, Modellcode RC 31, ist ein unverkleidetes Motorrad mit Aluminiumrahmen, Einarmschwinge und 2-Zylinder-V-Motor mit ca. 50–60 PS. Dieses Honda-Modell wurde 1988 eingeführt, in Kontinentaleuropa jedoch nicht offiziell vertrieben. In Großbritannien wurde die NT 650 Hawk aber als Schwestermodell der NTV 650 Revere durch die Honda-Händler angeboten. Absatzmärkte waren neben Großbritannien vor allem die USA, Kanada und Japan.
Konzeptgleich wurden ab 1990 in Details verbesserte Modelle unter dem Beinamen Bros vorrangig in Japan und Großbritannien vertrieben. In Anlehnung an das japanische Führerscheinrecht gab es die Hawk bzw. Bros dann auch als 400-cm³-Modell, wobei bis auf den Motor alle Komponenten der großen 650er beibehalten wurden.
Deutsche und österreichische Fahrzeuge sind im Zuge von "Grauimporten" als Einzelabnahmen homologiert. Das Motorrad fand ab den späten 1990er Jahren eine feste Fangemeinde und wird heutzutage teilweise zum damaligen Neupreis gehandelt.

## Konzept
Das Motorrad als Konzeptträger hat Elemente verschiedener Motorradtypen und gilt als Vorbild von späteren Fahrzeugen wie der Suzuki SV 650, der Honda CBF 500 und anderen leichten Allroundern. Mit Ende der 1980er Jahre wurde eine zunehmende Spezialisierung der Motorräder feststellbar. Neben Sportlern, Tourern, Hardenduros und echten Allroundern wurden zunehmend auch Nischen- und Spezialisierungskonzepte auf den Markt gebracht. Die Hawk vereinte dabei die Neuerungen und Vorteile verschiedener Klassen:
- Leichtbau der Sportler: Aluminiumrahmen
- Wartungsfreundlichkeit/Rennsport: Einarmschwinge
- Tourer: standfester und wartungsarmer Motor mit Mehrventiltechnik.

Das durch den verwindungssteifen Aluminiumrahmen deutlich reduzierte Gewicht gegenüber Modellen von Mitbewerbern, die wartungsfreundliche Einarmschwinge und der äußerst robuste Motor, die von Haus aus sportliche Sitzhaltung und Ergonomie sowie die dem Baukastensystem von Honda entnehmbaren Tuningteile der sportlicheren Motorräder (CBR 600, VFR, RVF) machten das Motorrad interessant für europäische Rennserien wie BoT (Battle of Twins) und die Vielzahl von nordamerikanischen Rennserien im Semiprofessionellen- und Amateurbereich der 1990er Jahre.

## Aufbau
- Aluminiumrahmen mit Motor als mittragendem Element, geschraubter Stahlhilfsrahmen am Heck
- Einarmschwinge mit seitengleichem Kettenantrieb
- Front: Telegabel
- Heck: Monofederbein mit Direktabstützung

### Motor / Antrieb
- flüssigkeitsgekühlter Viertakt-V2-Motor mit 52° Zylinderwinkel
- Doppelvergaser
- 3 Ventile je Zylinder
- obenliegende Nockenwelle (SOHC)
- elektronische Zündung mit 2 Zündkerzen je Brennraum
- Bohrung ×  Hub: 79 × 66 mm
- Hubraum: 647 cm³
- Leistung: ca. 50–60 PS (variiert je nach Gutachten der Einzelabnahme) bei 54 Nm
- 5-Gang-Getriebe
- Ölbadkupplung
- Kettenantrieb O-Ring-Kette

### Fahrwerk
- Telegabel Showa, 41 mm Standrohrdurchmesser, keine Zug- oder Druckstufenverstellung
- Monoshock Showa, nur Federvorspannung verstellbar
- Scheibenbremse vorn, Doppelkolben-Schwimmsattel
- Scheibenbremse hinten, Einzelkolben-Schwimmsattel
- Reifengröße Vorne: 110/80 – 17 57H TL
- Reifengröße Hinten: 150/70 – 17 69H TL

### Maße und Gewichte
- Gesamtlänge: 2085 mm
- Breite: 750 mm
- Höhe: 1075 mm
- Sitzhöhe: 778 mm
- Gewicht (trocken): 168 kg
- Gewicht (fahrfertig): 184 kg
- Zuladung: 156 kg
- Lenkkopfwinkel: 63°
- Nachlauf: 111 mm
- Radstand: 1430 mm
- Tankinhalt 12 l, davon 2 l Reserve über Benzinhahn (manuelle Betätigung)

## Modellgeschichte / Varianten
- NT 650 Hawk GT RC31 (647 cm³)   FIN JH2RC310… (US-Modell)
- NT 650 Hawk GT RC31 (647 cm³)   FIN JH2RC311… (Kalifornisches Modell mit Sekundärluftsystem wegen der dort strengeren Abgasvorschriften)
- NT 650 Hawk GT RC31 (647 cm³)   FIN JH2RC312… (Kanadisches Modell mit KM-Tacho)
- NT 650 Bros RC31 MK1 (647 cm³) (1988–1992)
- NT 650 Bros RC31 MK2 (647 cm³) (1990–1992)   (Geänderte Reifen und Felgengröße : V 120/70-17 auf 3,5"×17 , H 150/60-18 auf 4,5"×18 / PGM Zündeinheit)
- NT 400 Bros NC25 MK1 (399 cm³) (1988–1992)
- NT 400 Bros NC25 MK2 (399 cm³) (1990–1992)   (Geänderte Reifen und Felgengröße : V 120/70-17 auf 3,5"×17 , H 150/60-18 auf 4,5"×18 / PGM Zündeinheit)

## Stärken / Schwächen
Positiv: Der in verschiedenen Honda-Modellen wie der NTV 650 Revere und in Nachfolgern wie der NT 650 V Deauville genutzte Motor gilt als die standfesteste Antriebseinheit von Honda. Laufleistungen um 100.000 km ohne Motorschäden sind keine Seltenheit.
Negativ: Als Schwächen sind die unter heutigen Gesichtspunkten verbesserungswürdigen Dämpfungselemente bekannt. Gerade sportlich ambitionierte Fahrer werden auf progressive Austauschfedern oder komplett veränderte Teleskopgabeln sowie Heckdämpfer aus dem Zubehörprogramm z. B. der Firmen Wilbers, Öhlins oder WP umsteigen müssen, um das Leistungspotential voll umsetzen zu können.